# مارسيا هيلي
مارسيا هيلي (بالإنجليزية: Marcia Healy)‏ هي ممثلة أمريكية، ولدت في 7 مارس 1904 في نيويورك في الولايات المتحدة، وتوفيت في 31 أكتوبر 1972.

## وصلات خارجية
- مارسيا هيلي على موقع IMDb (الإنجليزية)